# Mycale angulosa
Mycale angulosa är en svampdjursart som först beskrevs av Duchassaing och Giovanni Michelotti 1864.  Mycale angulosa ingår i släktet Mycale och familjen Mycalidae. Inga underarter finns listade i Catalogue of Life.